# Wilfried Singo
Wilfried Stephane Singo (2000. december 25. –) elefántcsontpart válogatott labdarúgó, hátvéd, az AS Monaco játékosa.

## Pályafutása

### Klubcsapatokban

#### Torino
Hazájában, a AS Denguélé csapatában kezdte a labdarúgást, majd 2019-ben igazolt az olasz Serie A-ban szereplő Torino utánpótlás csapatához, ahol Federico Coppitelli volt az edzője. Pályafutása elején középhátvédként futballozott, később azonban jobbhátvédként szerepelt csapataiban. 
2019. augusztus 1-jén, egy Debreceni VSC ellen 4–1-re megnyert Európa-liga-selejtezőn mutatkozott be a Walter Mazzarri által edzett felnőtt csapatban.
A Serie A-ban 2020. június 27-én debütált egy Cagliari elleni 4–2-es vereség során. A szezon utolsó előtti fordulójában, az AS Roma ellen szerezte első gólját a csapatban.

#### AS Monaco
2023. augusztus 17-én öt évre szóló szerződést írt alá a francia élvonalbeli As Monaco csapatához.

### A válogatottban
Tagja volt a 2020-as tokiói olimpián negyeddöntőbe jutó elefántcsontparti válogatottnak.
2021. június 5-én debütált a felnőtt válogatottban egy Burkina Faso ellen 2–1-re megnyert barátságos mérkőzésen.
Tagja volt a 2023-as afrikai nemzetek kupáját megnyerő elefántcsontparti válogatottnak.

### Játékstílusa
Bár pályafutása elején középhátvéd volt, később jobbhátvédként szerepelt csapataiban. Gyors, jó testfelépítésű, technikás játékos.